# Organized Konfusion (album)
Organized Konfusion è l'album di debutto dell'omonimo duo hip hop statunitense, pubblicato il 29 ottobre del 1991 e distribuito da Hollywood BASIC. Riceve il plauso universale da parte della critica.
Entusiastica la recensione di Stanton Swilhart per AllMusic – che gli assegna il punteggio perfetto: «L'ispirato album d'esordio del duo formato da Prince Poetry e Pharoahe Monch è stato probabilmente l'album underground degli anni novanta [...] Organized Konfusion potrebbe essere, al pari di Breaking Atoms dei Main Source, l'album hip hop cult d'antonomasia [proveniente] da un decennio pieno di sforzi lungimiranti.»
| Recensione | Giudizio |
| ---------- | -------- |
| AllMusic   | [ 1 ]    |
| RapReviews | [ 2 ]    |
| The Source | [ 3 ]    |

## Tracce
Testi di Omar Credle (traccia 2), Troy Jamerson e Lawrence Baskerville. Musiche degli Organized Konfusion eccetto dove indicato.
1. Fudge Funk – 1:02
2. Fudge Fudge (featuring O.C. (non accreditato)) – 5:29
3. Walk Into the Sun (Vicky) – 5:02
4. Releasing Hyptonical Gases – 5:14 (musica: Organized Konfusion, Snap (co-prod.), The Foolish Mortals (co-prod.))
5. Audience Pleasers – 3:36
6. Jimenez Criqueta – 1:25
7. Prisoners of War – 4:34
8. The Rough Side of Town – 4:45 (musica: Organized Konfusion, Kid Nyce (co-prod.), So Unique (co-prod.))
9. Organized Konfusion – 4:45
10. P.S. 48 – 1:41
11. Roosevelt Franklin – 3:57
12. Who Stole My Last Piece Of Chicken? (Remix) – 3:29
13. Open Your Eyes (featuring The Merrick Park Baptist Gospel Choir) – 4:55
14. Intro – 2:15
15. Who Stole My Last Piece of Chicken? – 4:06

Durata totale: 56:15